# 颱風黑格比 (2014年)
颱風黑格比（英語：Typhoon Hagupit，國際編號：1422，聯合颱風警報中心：WP222014，菲律賓大氣地球物理和天文管理局：Ruby，為2014年太平洋颱風季第二十二個被命名的風暴。「黑格比」（Hagupit）一名是由菲律賓提供，即「鞭撻」之意。

## 發展過程

### 形成初期
2014年11月30日，一個低壓區在科斯雷西南方海面上生成，美國海軍研究實驗室給予擾動編號95W。聯合颱風警報中心於同日下午2時對其在24小時內形成為熱帶氣旋的機會給予「LOW」的評級。而日本氣象廳亦在同時將其評為低壓區。聯合颱風警報中心於下午9時提升其評級至「MEDIUM」；其後，聯合颱風警報中心於翌日（12月1日）上午3時30分發佈熱帶氣旋形成警報，並對其評級提升至「HIGH」。同日早上8時，日本氣象廳將其升格為熱帶低氣壓，並對其發出烈風警報。另一方面，聯合颱風警報中心亦在同一時間將其升格為熱帶低氣壓，並給予編號22W。在逐漸發展下，日本氣象廳於下午2時將其升格為熱帶風暴，並命名為黑格比。聯合颱風警報中心和中央氣象台亦在同時升格為熱帶風暴。中央氣象局亦將其升格為輕度颱風。
12月2日下午2時，中央氣象台將其升格為強熱帶風暴。下午8時，日本氣象廳將其升格為強烈熱帶風暴。同時，聯合颱風警報中心將其升格為颱風。

### 快速增強達巔峰
12月3日上午2時，日本氣象廳和中央氣象台將其升格為颱風。臺灣中央氣象局亦將其升格為中度颱風。上午8時，中國中央氣象台將其升格為強颱風。下午1時，黑格比進入香港天文台的責任範圍，該部門將其強度評級為強颱風。
12月4日上午2時，聯合颱風警報中心將其升格為超級颱風。上午4時，香港天文台將其升格為超強颱風。上午5時，中央氣象台將其升格為超強颱風。上午8時，聯合颱風警報中心將其升格為五級颱風，更直接給予155節之評價，與颱風黃蜂和颱風鸚鵡並列為2014年最強的熱帶氣旋，更一度預測其將會達到與2013年颱風海燕同樣強度的170節。同時，中央氣象局將其升格為強烈颱風。

### 眼牆置換減速掠菲

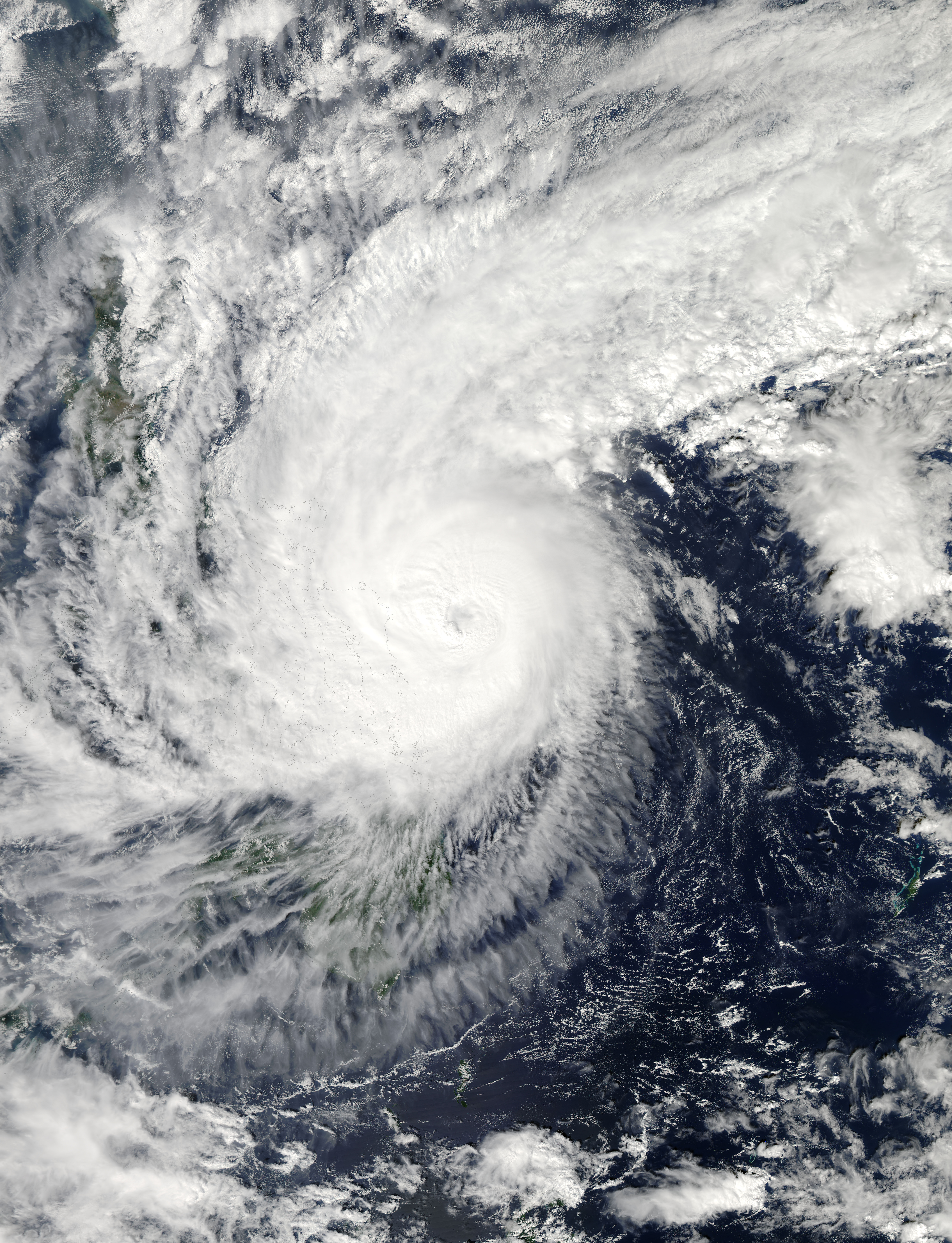
颱風黑格比在12月6日逼近菲律賓

12月5日上午，黑格比漸漸受高層西風帶及地面東北風所帶來的垂直風切變影響，引致其進入眼牆置換，因此其強度開始減弱。同時，黑格比減速至每小時15公里。上午8時，聯合颱風警報中心將其降格為颱風。到了晚上，黑格比眼牆置換完成，同時影響黑格比垂直風切變減弱，使其重新增強。下午8時，聯合颱風警報中心再度將其升格為超級颱風。12月6日上午8時，聯合颱風警報中心將其降格為颱風。下午2時，中國中央氣象台將其降格為強颱風，臺灣中央氣象局亦將其降格為中度颱風。下午9時15分，黑格比於菲律賓東薩馬省東薩馬多洛雷斯沿海登陸。12月7日上午3時，香港天文台將其降格為強颱風。上午11時，黑格比於菲律賓馬斯巴特省卡塔英岸沿海登陸。下午2時，中央氣象台將其降格為颱風。下午4時，香港天文台將其降格為颱風。
12月8日上午5時，日本氣象廳將其降格為強烈熱帶風暴。同時，中央氣象台將其降格為強熱帶風暴。上午8時，聯合颱風警報中心將其降格為熱帶風暴。同時，中央氣象局將其降格為輕度颱風。上午10時，香港天文台將其降格為強烈熱帶風暴。上午11時，黑格比於菲律賓馬林杜克省馬林杜克托里霍斯沿海登陸。下午5時45分，黑格比於菲律賓八打雁省八打雁聖胡安沿海登陸。下午8時，日本氣象廳將其降格為熱帶風暴。下午10時，香港天文台將其降格為熱帶風暴。12月9日午夜12時，黑格比於菲律賓八打雁省馬比尼沿海登陸。上午5時，黑格比於菲律賓西民都洛省西民都洛洛克沿海登陸。同時，中央氣象台將其降格為熱帶風暴。上午10時，黑格比移離菲律賓，進入南海。黑格比在菲律賓停滯時間總共長達60小時又45分鐘。

### 移入南海減弱消散
12月10日下午，黑格比加速至每小時22公里，橫過南海，並稍作增強。下午2時，日本氣象廳再次將其升格為強烈熱帶風暴。下午5時，中央氣象台再次將其升格為強熱帶風暴。下午7時，香港天文台再次將其升格為強烈熱帶風暴。下午11時，日本氣象廳將其降格為熱帶風暴。12月11日上午2時，中央氣象台將其降格為熱帶風暴。上午4時，香港天文台將其降格為熱帶風暴。下午5時，中央氣象台將其降格為熱帶低壓。下午8時，日本氣象廳將其降格為熱帶低氣壓。同時，聯合颱風警報中心將其降格為熱帶低氣壓。下午10時，香港天文台將其降格為熱帶低氣壓。
12月12日上午5時，中央氣象台對其停止編號。上午8時，聯合颱風警報中心對其發出最後的警報。上午11時45分，香港天文台將其降格為低壓區。下午8時，日本氣象廳表示黑格比已經逐漸消散。

### 事後調整
其後於香港天文台所發佈的最佳路徑中，香港天文台把黑格比的風速下調為每小時250公里；但中國中央氣象台的最佳路徑，反而把黑格比的接近中心最高持續風速，由每秒65米上調至每秒68米。

### PHI

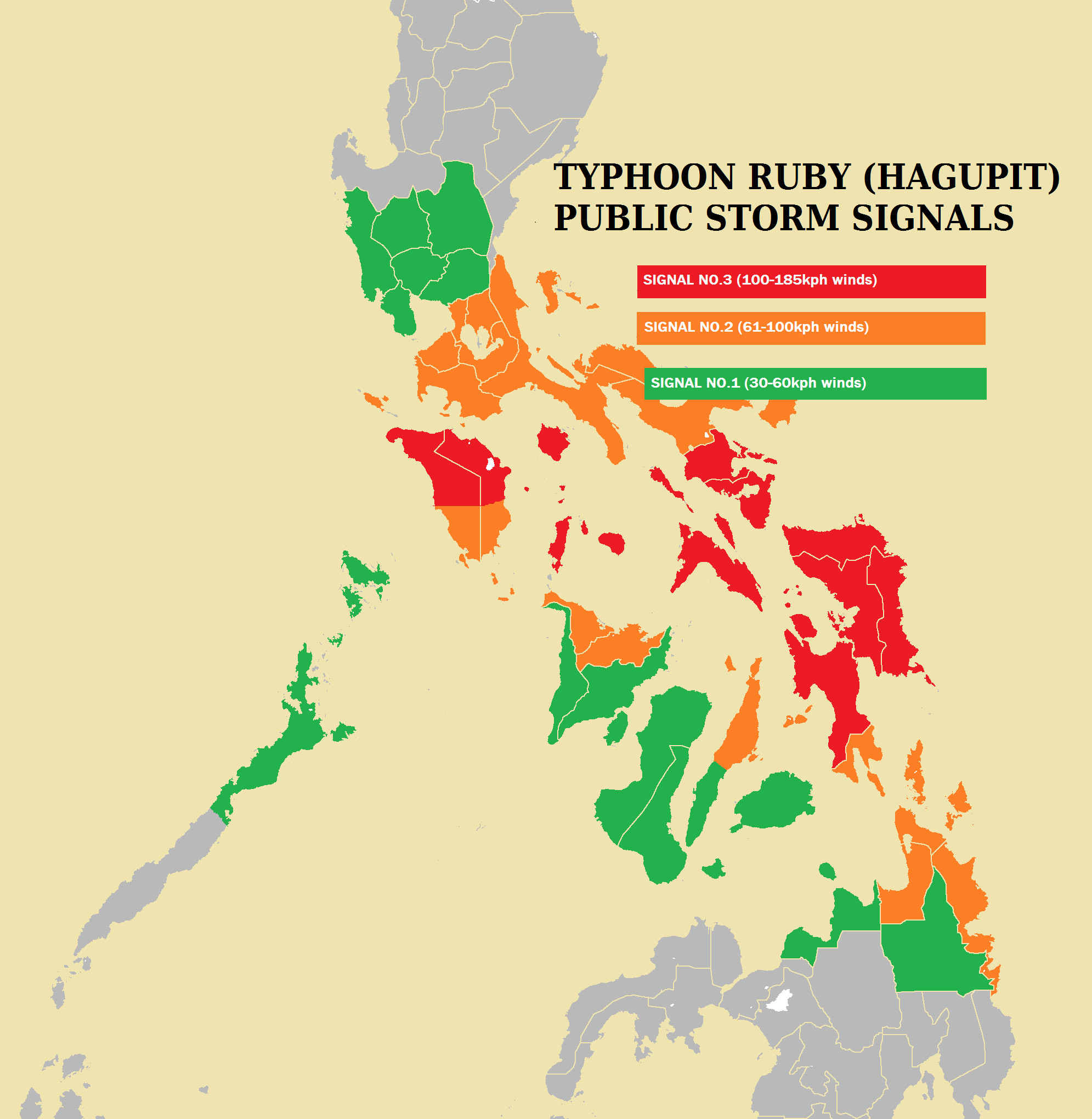
黑格比吹襲菲律賓時，各地所發出最高的風暴信號

## 影響

### 菲律賓
當地發出之最高熱帶氣旋警告信號：三號風暴信號
12月3日下午11時，菲律賓大氣地球物理和天文管理局將已進入責任範圍的黑格比命名為Ruby（瑜美），將其強度評為颱風，並發佈第一報熱帶氣旋資訊。
12月4日上午11時，菲律賓大氣地球物理和天文管理局發出一號風暴信號。下午5時，菲律賓大氣地球物理和天文管理局發出二號風暴信號，並表示其將逼近菲律賓，呼籲市民購買食物，並確實防範颱風，做好相關準備。
12月5日下午11時，菲律賓大氣地球物理和天文管理局發出三號風暴信號。並表示雖其移速減慢，但仍得確實防範颱風，做好相關準備。與此同時，菲律賓大氣地球物理和天文管理局亦警告部份地區會出現4米半高的風暴潮。
受到黑格比影響，菲律賓政府展開非戰爭期間最大規模的撤離行動，安排70萬人從沿海地區撤離到地勢較高、更堅固的建築內避難。菲律賓多間航空公司取消150多次來往中部和南部的航班，導致數千名乘客滯留，而菲律賓中部的海上交通運輸也暫時中斷。官員表示，黑格比在東薩馬多洛雷斯鎮造成多處停電，行道樹被連根拔起。初步報告顯示，災害主要是黑格比的強風所造成，風暴潮影響較少。而於菲律賓，確認至少有18人於風暴中死亡。
12月8日下午5時，菲律賓大氣地球物理和天文管理局解除三號風暴信號。
12月9日上午5時，菲律賓大氣地球物理和天文管理局解除二號風暴信號。上午11時，菲律賓大氣地球物理和天文管理局解除一號風暴信號。
12月10日下午10時30分，菲律賓大氣地球物理和天文管理局對其發佈最後一報熱帶氣旋資訊。

### 中国大陆
當地發出之最高熱帶氣旋警告信號： 颱風藍色預警信號
12月9日上午6時，中央氣象台發佈颱風藍色預警信號。
12月11日下午6時，中央氣象台解除颱風藍色預警信號。

### 越南
中央水文氣象預報中心在8日上午2時（當地時間上午1時）指黑格比增強為今年第5號颱風，發布時風速每小時120公里。上午8時隨即減弱為強烈熱帶風暴，當時風速每小時111公里。9日上午2時減弱為熱帶風暴，風速每小時83公里。10日下午8時再度增強為強烈熱帶風暴，風速每小時89公里，但只維持了6小時，11日上午2時即再次被降為熱帶風暴。11日下午5時降格為熱帶低氣壓，風速每小時56公里。12日上午3時發布最後一報，將黑格比降為低壓區，風速每小時37公里，指其在寧順省至慶和省對開沿海快速減弱，其殘餘將使沿岸有2-4米大浪，並為承天順化省至寧順省一帶來大至暴雨。

## 熱帶氣旋信號使用記錄

### 菲律賓
| 菲律賓大氣地球物理和天文服務管理局 風暴信號 | 菲律賓大氣地球物理和天文服務管理局 風暴信號 | 菲律賓大氣地球物理和天文服務管理局 風暴信號 |
| ------------------------------------------- | ------------------------------------------- | ------------------------------------------- |
| 上一熱帶氣旋                                | 一號風暴信號                                | 下一熱帶氣旋                                |
| 熱帶風暴森拉克                              | 一號風暴信號                                | 熱帶風暴薔薇                                |
| 熱帶風暴鳳凰                                | 二號風暴信號                                | 熱帶風暴薔薇                                |
| 颱風海鷗                                    | 三號風暴信號                                | 颱風美莎克                                  |

### 中国大陆
| 中國國家氣象中心 颱風預警信號 | 中國國家氣象中心 颱風預警信號 | 中國國家氣象中心 颱風預警信號 |
| ----------------------------- | ----------------------------- | ----------------------------- |
| 上一熱帶氣旋                  | 颱風藍色預警信號              | 下一熱帶氣旋                  |
| 強熱帶風暴森拉克              | 颱風藍色預警信號              | 超強颱風美莎克                |

## 外部連結
- （日語）日本氣象廳首頁 （页面存档备份，存于）
- （英文）聯合颱風警報中心首頁 （页面存档备份，存于）
- （简体中文）中央氣象台首頁
- （繁體中文）中央氣象局首頁 （页面存档备份，存于）
- （繁體中文）香港天文台首頁 （页面存档备份，存于）
- （繁體中文）澳門地球物理暨氣象局首頁 （页面存档备份，存于）
- （英文）菲律賓大氣地球物理和天文管理局首頁 （页面存档备份，存于）